# Chaoyangsaurus
A Chaoyangsaurus (nevének jelentése 'Chaoyang-gyík') a marginocephalia dinoszauruszok egyik neme, amely a késő jura korban (a késő tithon-valangini korszakban) élt Kína területén. A Chaoyangsaurus a Ceratopsia (melynek jelentése 'szarv arcúak') alrendághoz tartozik, egy főként növényevő, papagájszerű csőrrel rendelkező dinoszauruszokból álló csoporthoz, amely Észak-Amerika és Ázsia területén élt a (körülbelül 65 millió évvel ezelőtt végződött) kréta időszakban. A Chaoyangsaurus, mint szinte valamennyi ceratopsia, növényevő volt.

## Felfedezés és fajok
A Chaoyangsaurust a kínai Liaoning tartománybeli Chaoyangban fedezték fel. A faj neve a kínai őslénykutatóra, C. C. Youngra utal.

## Névváltozatok
Sok más dinoszaurusztól eltérően a Chaoyangsaurusról a hivatalos publikációját megelőzően több forrás is beszámolt. Ennek eredményeként a neve különböző írásmóddal jelent meg és vált nomen nudummá ('csupasz névvé', melyhez nem tartozik hivatalos leírás). Az első nyomtatásban megjelenő változat a Chaoyoungosaurus volt, ami egy japán múzeumi kiállítás ismertetőjében tűnt fel, és a téves átírás eredménye volt. Csao Hszi-csin (Zhao Xijin) (1983-ban) szintén ezt az írásmódot használta a faj megemlítésekor, így ez technikailag vált nomen nudummá. Két évvel később Csao (Zhao) ismét ezt a korai írásmódot használta, mikor a típusfajnak a Chaoyoungosaurus liaosiensis nevet adta.
Tung Cse-ming (Dong Zhiming) (1992-es) műve szerint a Chaoyoungosaurus név hivatalosan megjelent egy Csao (Zhao) és Cseng (Cheng) által 1983-ban írt cikkben, de nem adott meg forráshivatkozást az állítólagos cikkre vonatkozóan, és valószínű, hogy a publikáció nem volt megfelelő. Azonban Tung (Dong) a témáról írt 1992-es művében kitartott amellett, hogy a név „helyes” írásmódja a Chaoyangosaurus (a g utáni extra „o” betűvel). De mivel ez az átnevezés nem kapcsolódott hivatalos leíráshoz a Chaoyangosaurus is nomen nudumnak tekintendő.
1999-re a dinoszaurusz hivatalos nevet kapott. Sereno (1999-ben) a Chaoyangsaurus nevet használta a dinoszauruszok evolúciójáról szóló áttekintésében. A név ismét nomen nudummá vált, majd ugyanazon év decemberében Cseng (Cheng), Csao (Zhao) és Hszü (Xu) egy hivatalos leírást jelentetett meg, a Chaoyangsaurus youngi nevet használva, és ez, mint a nemhez tartozó első név nem számít nomen nudumnak, hivatalosan elsőbbséget élvez valamennyi névváltozattal szemben.

## Fordítás
Ez a szócikk részben vagy egészben a Chaoyangsaurus című angol Wikipédia-szócikk ezen változatának fordításán alapul.  Az eredeti cikk szerkesztőit annak laptörténete sorolja fel. Ez a jelzés csupán a megfogalmazás eredetét és a szerzői jogokat jelzi, nem szolgál a cikkben szereplő információk forrásmegjelöléseként.